# Achampet
Achampet är en ort i Indien.   Den ligger i distriktet Guntūr och delstaten Andhra Pradesh, i den södra delen av landet, 1 400 km söder om huvudstaden New Delhi. Achampet ligger 47 meter över havet och antalet invånare är 20 721.
Terrängen runt Achampet är platt åt sydost, men åt nordväst är den kuperad. Terrängen runt Achampet sluttar österut. Runt Achampet är det tätbefolkat, med 343 invånare per kvadratkilometer. Achampet är det största samhället i trakten. Trakten runt Achampet består till största delen av jordbruksmark.